# Campylopus modestus
Campylopus modestus là một loài Rêu trong họ Dicranaceae. Loài này được Cardot mô tả khoa học đầu tiên năm 1905.